# 富田一白
富田 一白（とみた いっぱく / かずのぶ）は、戦国時代から安土桃山時代にかけての武将、大名。伊勢安濃津城主。豊臣秀吉の側近で、奉行衆の1人。
諱は複数伝わり、知信（とものぶ）、信広（のぶひろ）、長家（ながいえ）ともいう。通説では一白は号であるが、諱とする説もあり、隠居後は水西と号した。また官途から富田左近の通称でも知られる。

## 略歴
富田氏は、宇多源氏佐々木氏庶流で、同族の出雲守護京極氏の家臣であった。『寛政重脩諸家譜』では、富田城を築いた富田義泰が家祖で、一白の祖父の重知が尼子経久に富田城を追われて没落し、京極氏同様に別領の近江国に逃れたとされている。
富田一白は近江国で生まれた。本貫地は近江国浅井郡富田荘と伝わる。
若年の頃より織田信長に旗本として仕え、天正元年（1573年）の長島一向一揆での千種合戦で奮戦し、17箇所に傷を負ったということで勇名を表した。
天正10年（1582年）、本能寺の変後は羽柴秀吉に仕えた。
天正12年（1584年）、小牧・長久手の戦いの際は伊勢神戸城（または木造城）を防衛。蟹江城合戦で敗れて逃げてきた滝川一益を怪しんで入城を拒み、追い返した。戦後は秀吉の外交使節として活躍し、11月、桑名城に派遣され、織田信雄との和議の本使を務めた功績で、名馬星崎を授かった。続いて徳川家への使者ともなり、織田信雄家臣の滝川雄利を連れて浜松城を訪れ、家康の次男・於義丸（結城秀康）を秀吉養子として連れ帰った。同年、従五位下左近将監に叙任された。
天正14年（1586年）5月、秀吉の妹の朝日姫と徳川家康との縁組が成立すると、浅野長政と共に輿入れに同行して浜松城に赴き、榊原康政と御規式の奉行を務めて、家康より杯を与えられた。帰国後、同じく秀吉より鯖尾の兜・具足一式を褒美として与えられた。天正15年（1587年）、九州戦役に従軍。
天正17年（1589年）、7月に真田氏の領土だった沼田城を小田原北条氏に引き渡す際、津田信勝、榊原康政と共に立ち合いを行った。10月には小田原征伐のきっかけとなった名胡桃城争奪戦における北条氏政・氏直親子への問責と上洛の催促の使者を津田信勝と共に務め、戦後は取次役となって伊達政宗との奥州仕置に関する交渉にあたった。天正18年（1590年）、戦後の9月7日、上山城を与えられ、近江、美濃国内で1万65石を加増されて、2万155石となった。同年、豊臣姓を下賜された。佐野氏に養子を出すなど、東国方面の担当になっていた。
天正19年（1591年）閏正月16日に美濃国池田郡内で8,010石を加増され、4月26日にも近江国蒲生郡内で9,107石、同国野洲郡三上村で若干を加増された。
文禄元年（1592年）、朝鮮出兵に従軍し、秀吉本陣の前備衆の筆頭として650名を率いて名護屋城にあった。その後、同役の金森長近・可重と共に、1,300名を率いて渡海。帰朝後、文禄3年（1594年）の伏見城普請を分担。
文禄4年（1595年）2月28日、2万石を加増されるが、これは嫡男・信高に分知した。5月16日、伊勢国安芸郡白子村に2千石を加増された。
秀次切腹事件で浅野長政が謹慎を命じられた際には五奉行の職務を代行した。事件への関与について施薬院全宗・石田三成と共に伊達政宗を尋問した。7月15日、それらの功により織田信包の没収領である伊勢安濃津城主6万石（5万石とも言う）に移封された。
この頃、秀吉の御伽衆となり、慶長3年（1598年）の秀吉の死に際しては遺物金30枚を受領した。
慶長4年（1599年）に隠居して水西と号した。同年10月に死去。京都南禅寺の瑞雲庵に葬られた。信高が跡を継いだ。

## 逸話
- 度々、津田宗及や豊臣秀吉の催した茶会に招かれており（宗及記）、茶道に造詣が深く、また様々な重要局面において外交交渉の使者として立てられる事が多く、秀吉側近としてかなりの信用を集めていた文化人・茶人であった事が窺われる[4]。安濃津は当時の海陸の要路でこの地を与えられた事は東の抑えを意味しており[1]、一白は秀吉からかなり厚い信任を受けていたようである。
- 秀吉没後、一白は秀吉を偲んで狩野派の絵師に秀吉の肖像を描かせており、国指定の重要文化財として宇和島伊達文化保存会に所蔵されている[1]。
- 一白は同じ近江衆の石田三成とは不仲だったと伝わり、そのため死の翌年の関ヶ原の戦いで息子・信高は東軍に属したという[1]。